# Yun Seon-do
Yun Seon-do (koreanisch 윤선도) (* 1587 in Seoul; † 1671) war ein koreanischer Dichter und Künstler. Er benutzte die Pseudonyme Gosan (고산; 孤山) und Hae-ong (해옹; 海翁).
Yun Seondos bekannteste Arbeit ist Der Anglers Kalender, ein Zyklus mit 40 Sijos. Die Arbeit ist der größte und bekannteste Zyklus der klassischen Zeit.
Seinen langen Lebensabend verbrachte er auf der Insel Bogildo, wovon viele seiner Gedichte handeln.

## Werke
- Won Yong-mun: Kosan Yun Son-do-ui siga yongu, 1996. [Studien über die Dichtungen von Yun Seon-do Engl. Zsfassung: A literary study of Yoon Seon-Do. In chines. Schr]
- Yun Son-do und Ho Kyong-jin [Hrsg.]: Kosan Yun Son-do sison, 1996. [Ausgewählte Dichtungen. In korean. und chines. Schr]

| Personendaten    | Personendaten                     |
| ---------------- | --------------------------------- |
| NAME             | Yun, Seon-do                      |
| ALTERNATIVNAMEN  | 윤선도 (Hangeul); 尹善道 (Hanja)  |
| KURZBESCHREIBUNG | koreanischer Dichter und Künstler |
| GEBURTSDATUM     | 1587                              |
| GEBURTSORT       | Seoul                             |
| STERBEDATUM      | 1671                              |